# Tytus, Romek i A’Tomek księga XI
Tytus, Romek i A’Tomek księga XI – jedenasty kolejny komiks z serii Tytus, Romek i A’Tomek o przygodach trzech przyjaciół Tytusa, Romka i A’Tomka. 
Autorem scenariusza i rysunków jest Henryk Jerzy Chmielewski. Album ten ukazał się po raz pierwszy w roku 1977 nakładem Wydawnictwa Harcerskiego Horyzonty. Potocznie księga ta ma opis - Tytus ratuje zabytki. Jest to pierwsza księga, która już w pierwszym wydaniu była wydrukowana w pełnym kolorze.

## Fabuła komiksu
Tytus, Romek i A’Tomek po apelu zamieszczonym w Kurierze codziennym postanawiają ratować podupadające i zaniedbane zabytki. W tym celu wymieniają duszę w prasolocie i ruszają nim w podróż. W pierwszym zabytku Tytus buja się na skrzydle od wiatraka, które się urywa i ten niesiony wiatrem ląduje na furmance z cegłami z drugiego zabytku - zrujnowanego zamku. Na ruinach zamku spotykają zamieszkującego tam ducha, który opowiada im historię tej budowli i swego życia. Następnie Tytus zakłada się z duchem o to kto robi lepsze kawały. Duch przenosi chłopców w dawne czasy. Tam m.in. Tytus bierze udział w turnieju rycerskim, chłopcy zostają dworzanami królewskimi, a potem próbują zdobyć plany zamku do jego odbudowy. Po powrocie do współczesności chłopcy z pomocą duszka „resocjalizują'” trzech chuliganów próbujących ich zaczepiać w starej olejarni. Następnie znów przenoszą się w przeszłość, gdzie pomagają prowadzić gospodę karczmarzowi. Po kolejnym powrocie do współczesności ratują łosia, którego A’Tomek odwozi do rezerwatu. Pod jego nieobecność Tytus buntuje się Romkowi i postanawia dalej radzić sobie sam. Trafia do opuszczonej kaflarni. Romek i A’Tomek odnajdują go tam, lecz przy lądowaniu prasolotem wpadają do bagna. Przy próbie wyciągnięcia pojazdu za pomocą duszka ten pęka z wysiłku na drobne kawałki. Chłopcy postanawiają wyremontować budynek kaflarni na harcówkę. Potem przypadkowo odnajdują ziemiankę z czasów wojny i z pomocą sklejonego duszka urządzają w niej hotel turystyczny. Docenia to przypadkowy turysta, który okazuje się przedstawicielem stowarzyszenia opiekunów zabytków i dekoruje duszka, Tytusa, Romka i A’Tomka odznakami za wkład w ochronę zabytków.

## Prasolot
Prasolot z wyglądu przypomina żelazko; do napędu pojazdu służy wymienna dusza, która jest zamontowana w jego tylnej części. W przedniej części znajduje się przeszklona kabina pilotów

## lista zabytków ratowanych przez Tytusa, Romka i A’Tomka
1. Wiatrak dębowo-sosnowy z XIX wieku
2. Ruiny zamku z XIV wieku
3. Olejarnia
4. Zabytkowy zajazd na rozdrożu
5. Kaflarnia z 1874 roku
6. Ziemianka z czasów drugiej wojny światowej

## Analiza
Grzegorzewski opisał tom jako polonocentryczny, wpisujący się w propagandowo-edykacyjny wymóg "propagowania wzoru idealnej młodzieży" i troskę o „dobra narodowe”.

## Wydania
- wydanie I 1977 - Wydawnictwo Harcerskie Horyzonty, nakład: 100 000 egzemplarzy
- wydanie II 1983 - Młodzieżowa Agencja Wydawnicza, nakład: 300 000 egzemplarzy
- wydanie III 1986 - Młodzieżowa Agencja Wydawnicza, nakład: 300 000 egzemplarzy
- wydanie IV 2000 - Prószyński i S-ka
- wydanie V (wydanie zbiorowe jako Złota księga przygód V) 2004 - Prószyński i S-ka, nakład: 20 000 egzemplarzy
- wydanie VI 2009 - Prószyński Media